# Vaudreuille
Vaudreuille är en kommun i departementet Haute-Garonne i regionen Occitanien i södra Frankrike. Kommunen ligger i kantonen Revel som tillhör arrondissementet Toulouse. År 2022 hade Vaudreuille 385 invånare.

## Befolkningsutveckling
Antalet invånare i kommunen Vaudreuille
Referens:INSEE